# Ointemarhen
Ointemarhen, pleme američkih Indijanaca za koje je Henri Joutel 1687. čuo od Ebahamo Indijanaca da žive između zaljeva Matagorda i rijeke Colorado u Teksasu. O njima više ništa nije poznato. Hodge za ovo pleme kaže da su živjeli na govornom području Karankawa, ali njihova jezična pripadnost nije sigurna.

## Vanjske poveznice
- Ointemarhen Indians